# Hugo Brandt Corstius

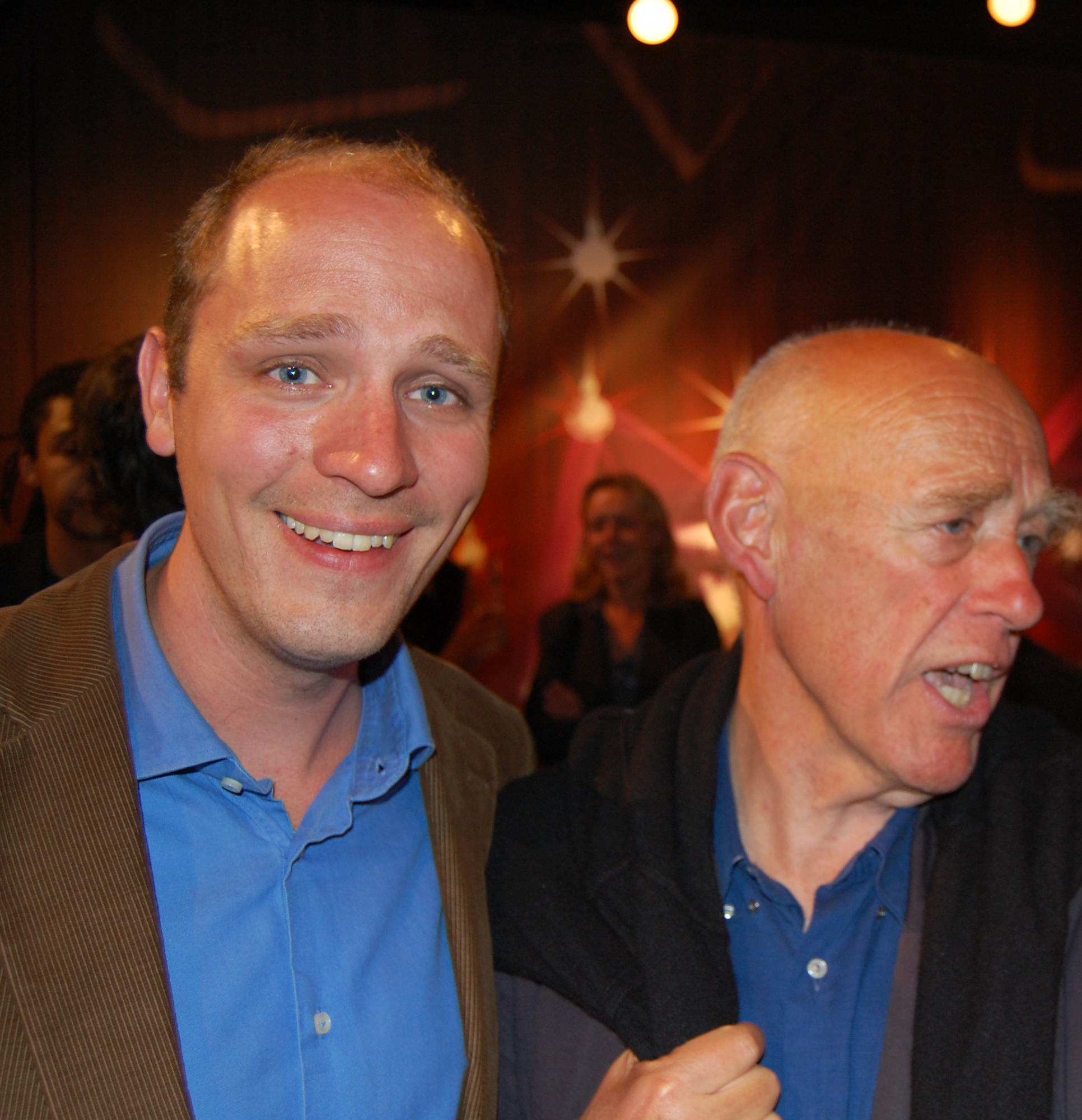
Hugo Brandt Corstius met zijn zoon Jelle

Hugo Brandt Corstius (Eindhoven, 29 augustus 1935 – Amsterdam, 28 februari 2014) was een Nederlands schrijver, wetenschapper en columnist, die zowel in de alfa- als in de bètawetenschappen werkzaam was. Onder pseudoniemen als Piet Grijs, Stoker, Raoul Chapkis, Jan Eter en Battus schreef hij diverse columns in de landelijke dag- en weekbladen.

## Loopbaan
Brandt Corstius, telg uit het geslacht Corstius, studeerde aanvankelijk wiskunde te Amsterdam, waar hij een leerling was van Adriaan van Wijngaarden. Die wekte bij hem echter interesse op voor het nieuwe vakgebied informatica. Hij promoveerde in 1970 op een proefschrift over computertaalkunde en werkte daarna bij het Mathematisch Centrum in Amsterdam. 
In 1974 werd hij hoogleraar automatische informatieverwerking aan de Erasmus Universiteit in Rotterdam en werkte als universitair docent semantiek en computerlinguïstiek aan de Universiteit van Amsterdam tot hij in 1996 met de VUT ging.
Bij het grote publiek is hij vooral bekend vanwege zijn letterkundige werkzaamheden, te weten:
- als columnist voor met name Vrij Nederland en de Volkskrant;
- als taalkundige/literatuurcriticus voor onder andere Vrij Nederland, de Volkskrant en NRC Handelsblad;
- als auteur van de Opperlandse taal- & letterkunde en het vervolg daarop Opperlans!.

### Pseudoniemen
Hugo Brandt Corstius schreef onder diverse (volgens zijn eigen opgave uit 2005 ongeveer dertig) pseudoniemen, alloniemen, piknamen en schuilnamen, waarbij (volgens eigen zeggen) ieder pseudoniem een deel van zijn karakter is. Uit zijn nalatenschap blijkt het aantal pseudoniemen meer dan zestig was. Hij begon zijn loopbaan als schrijver echter onder eigen naam in studentenblad Propria Cures, waar hij redacteur was van 1957 tot 1959.
Hij schreef in Vrij Nederland een wekelijkse column onder het pseudoniem Piet Grijs. Van 1979 tot 1986 schreef hij ook in de Volkskrant onder het pseudoniem Stoker. Eind 2008 verscheen na vele jaren de laatste column van Piet Grijs in Vrij Nederland. Zowel hoofdredacteur Frits van Exter als Brandt Corstius zelf lieten in het midden of hij ontslagen was dan wel ontslag had genomen.
Andere pseudoniemen die hij gebruikte zijn Battus (onder andere in NRC Handelsblad, Vrij Nederland en Het Parool), Raoul Chapkis, Victor Baarn, Batticus, Hugo Battus, Dolf Cohen, Maaike Helder, Peter Malenkov en Talisman.
Twee van de boeken die hij schreef onder het pseudoniem Battus zijn Opperlandse taal- & letterkunde en twintig jaar later de opvolger Opperlans! Dit zijn letterkundige boeken die de vorm van de Nederlandse taal beschrijven, zonder acht te slaan op de betekenis.

### Polemieken
Als Piet Grijs schreef hij een serie aanvallen op de Leidse criminoloog Wouter Buikhuisen die door middel van hersenonderzoek een verband zocht tussen criminaliteit en biologische factoren. Hij vergeleek Buikhuisen, die zojuist benoemd was tot hoogleraar aan de Universiteit Leiden, met Joop Glimmerveen, de leider van de extreemrechtse Nederlandse Volks-Unie. Brandt Corstius bediende zich hierbij van het argumentum ad hominem door het gebruik van termen als een "kale, impotente carrièrewetenschapper", een "verblinde vakidioot", een "bedrieger", een "aartsopportunist", een "domme charlatan". De kern van zijn kritiek was echter van methodologische aard. Buikhuisen kreeg als gevolg van de aanvallen te maken met bommeldingen en een verstoorde oratie en werd bedreigd met de dood. Hij verloor ten slotte de steun van de universiteit. 
Jaren later werd dergelijk onderzoek een algemeen geaccepteerde onderzoeksdiscipline maar in het politieke en wetenschappelijke klimaat van de jaren zeventig waren de artikelen van Brandt Corstius aanleiding tot het volledig dwarsbomen van het onderzoek en het breken van Buikhuisens carrière. Wetenschapsjournalist Hans van Maanen vond rehabilitatie ongewenst omdat het onderzoek volgens hem wetenschappelijk niet deugde en de affaire werd gebruikt om kritiek op deze richting van onderzoek onmogelijk te maken. Een andere wetenschapsjournalist, Simon Rozendaal, daarentegen vindt Brandt Corstius slim en slecht (een woordspeling op de kwalificatie dom en slecht) en de artikelenreeks over Buikhuisen "een naoorlogs dieptepunt in de Nederlandse journalistiek". Hij stelt dat de karaktermoord op Buikhuisen de polemist nooit mag worden vergeven. Zelf bleef Brandt Corstius achter de artikelserie staan, hij gaf nog in 2009 te kennen niet van mening te zijn veranderd.
In 2004 speelde hij een bijrol in de terugtrekking van Paul Cliteur uit het publieke debat. Cliteur voelde zich te bedreigd en voerde als bijkomende reden onder meer opiniestukken van Grijs, Marcel van Dam en Thijs Wöltgens op.

### P.C. Hooft-prijs

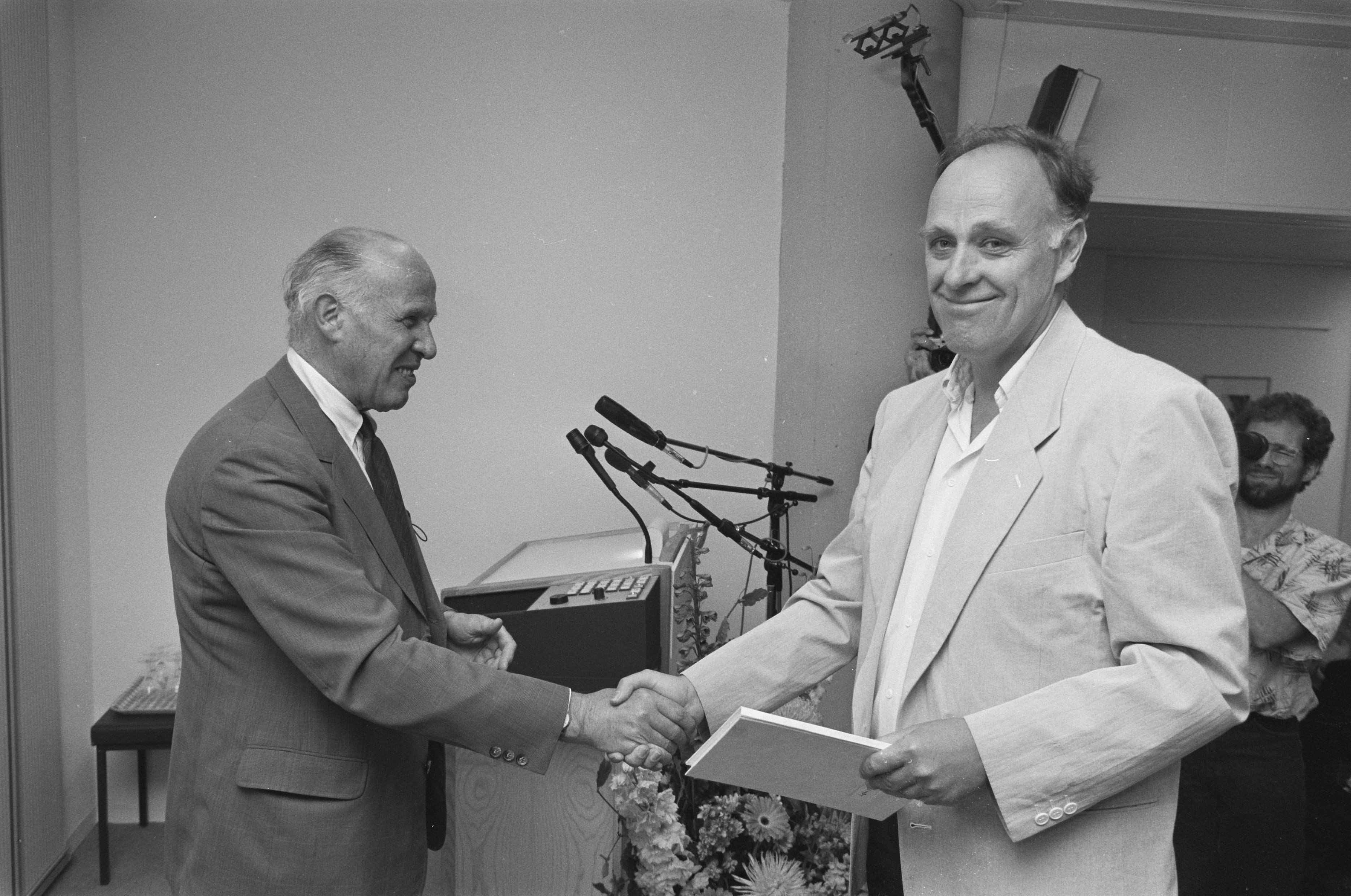
Hugo Brandt Corstius ontvangt de P.C. Hooftprijs 1987 uit handen van Sem Dresden (links)

In 1985 werd hem de P.C. Hooft-prijs toegewezen. Het toenmalige kabinet-Lubbers I, bij monde van minister Elco Brinkman, weigerde echter deze prijs aan hem uit te reiken, omdat hij volgens het kabinet "het kwetsen tot instrument had verheven". Vermoedelijk was met name het vergelijken van de toenmalige minister van Financiën Onno Ruding met de oorlogsmisdadiger Adolf Eichmann hier mede debet aan. Eerder had hij in weekblad Vrij Nederland, onder zijn pseudoniem Jan Eter, toenmalig kroonprinses Beatrix en haar echtgenoot prins Claus "prinses Leegheid en prins Onbenul" genoemd. De jury die Brandt Corstius had voorgedragen protesteerde heftig en trad af. Het werd een echte media-rel en de P.C. Hooft-prijs werd twee jaar lang niet uitgereikt; deze werd vervolgens van Staatsprijs gedegradeerd tot "gewone" prijs.
In 1987 werd de vernieuwde P.C. Hooft-prijs alsnog aan hem uitgereikt.

### Leonardoleerstoel
Aan de Universiteit van Tilburg bekleedde hij in 1998 de Leonardoleerstoel. Tijdens zijn colleges ontvouwde hij een filosofie over het bewustzijn. In zijn theorie werd het bewustzijn losgeknipt van verweven noties als "de ziel" of "de geest". Het bewustzijn (opgevat als de onweerlegbare notie te weten, te voelen, er van doordrongen te zijn dat je bestaat en dat je ook zou bestaan als een deel van je hersens er niet meer zou zijn) wordt verklaard als een "luchtspiegeling" die ontstaat door de recursieve werking van onze hersenen. (Deze theorie is verwant aan wat Douglas Hofstadter schrijft in Gödel, Escher, Bach.) Metafoor van onze hersenen als een stilstaande vijver, waarin een steen gegooid wordt. De steen verspreidt kringen, die op de randen botsen en dan terugkeren en gaan interfereren met later ontstane kringen.
Brandt Corstius was anno 2005 docent neerlandistiek aan de Sorbonne.

### Ziekte en overlijden
Brandt Corstius overleed op 78-jarige leeftijd na enige tijd ziek te zijn geweest. Een half jaar voor zijn overlijden werd frontotemporale dementie in een vergevorderd stadium vastgesteld. 'Volgens de dokter,' aldus zoon Jelle Brandt Corstius, 'zijn sommige mensen in staat om hun eigen hersenen met trucjes aan de gang te houden. Dat was mijn vader, achteraf bekeken, een paar jaar gelukt.'

## Schrijfstijl
Brandt Corstius, aldus Kees Fens, 'houdt niet van woordspelingen. Van beelden en vergelijkingen ook niet. Hij schrijft een zeer kaal proza'. Literatuurcriticus Rob Schouten noemde in zijn necrologie van Brandt Corstius, die op 1 maart 2014 in Trouw verscheen, als meest kenmerkende eigenschap van diens proza 'een overmaat aan ideeën'.

## Familie Brandt Corstius
Brandt Corstius' vader was de hoogleraar Nederlandse letterkunde J.C. Brandt Corstius (1908-1985). Zijn vijf jaar jongere zus was kunsthistorica Liesbeth Brandt Corstius (1940-2022), oud-directeur van het Arnhems Gemeentemuseum. Een van zijn twee dochters is de schrijfster, journaliste en columniste Aaf Brandt Corstius (1975) en de programmamaker/presentator, schrijver en columnist Jelle Brandt Corstius (1978) is zijn zoon.
Zoon Jelle zette in 2016 zijn wedervaren met zijn vader op schrift in het boekje As in tas, waarin hij in enkele fietstochten terugdenkt aan de fietstochten met zijn vader.

## Prijzen

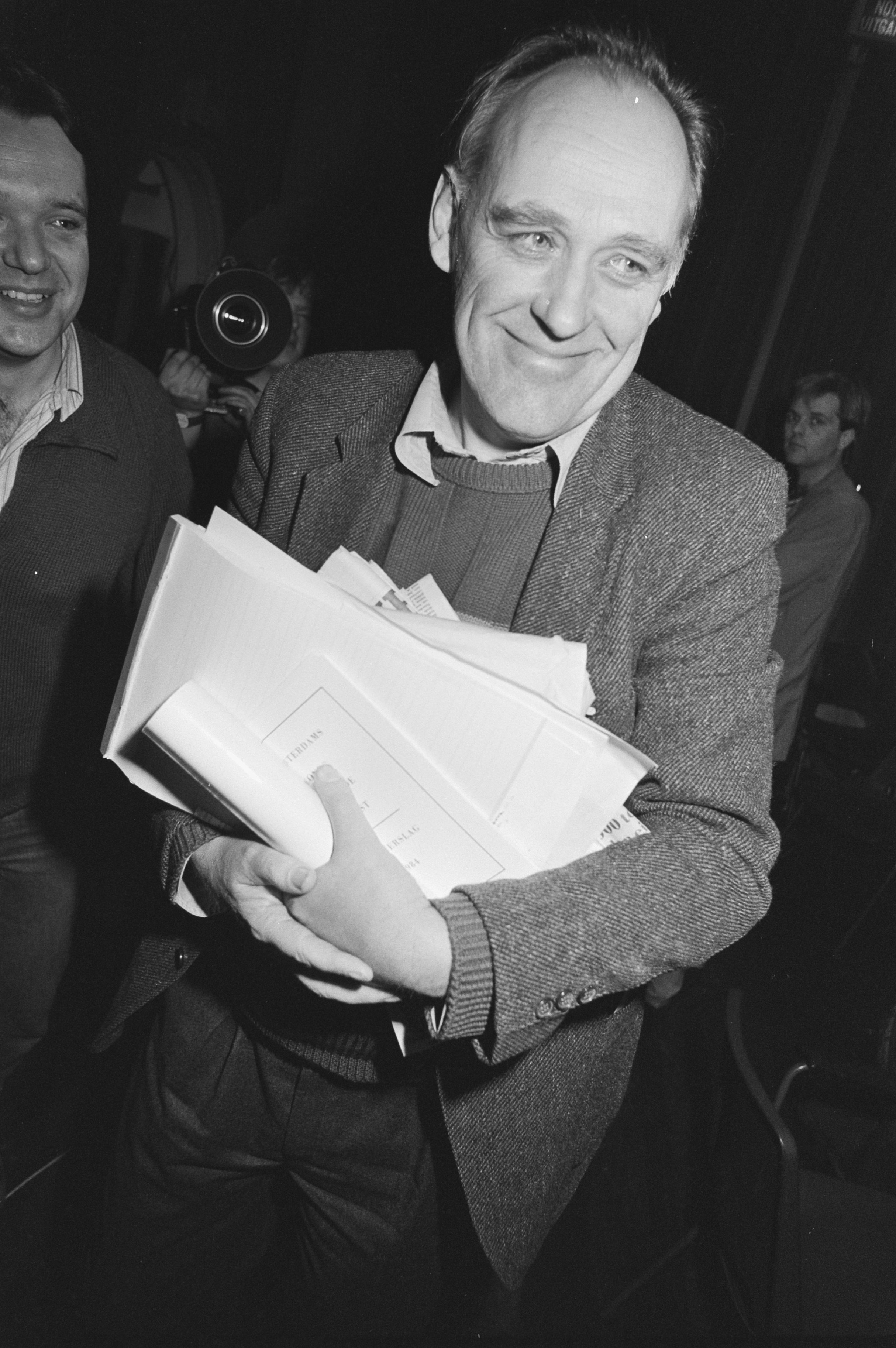
Hugo Brandt Corstius krijgt Busken Huetprijs (1985)

- 1966 - Anne Frank-prijs voor Ik sta op mijn hoofd
- 1978 - Cestoda-prijs
- 1978 - Burgemeester van Grunsven-prijs voor zijn gehele oeuvre
- 1985 - Busken Huetprijs voor Rekenen op taal
- 1987 - P.C. Hooft-prijs voor zijn gehele oeuvre